# Dipartimento dello Zuiderzee

Stemma di Amsterdam nell'Impero napoleonico

Dipartimento dello Zuiderzee era il nome di un dipartimento del Primo Impero francese, negli attuali Paesi Bassi. Il nome era dovuto al fatto che la maggioranza delle sue coste affacciavano sulla parte occidentale del Zuiderzee.
Fu creato il 1º gennaio 1811, in seguito all'annessione del Regno d'Olanda da parte della Francia; il capoluogo era Amsterdam.
Fu suddiviso negli arrondissement di Amsterdam, Alkmaar, Amersfoort, Haarlem, Hoorn e Utrecht.
Si stima che nel 1813, su una superficie di 9 501 km², avesse 507 500 abitanti.
Il dipartimento fu eliminato con la costituzione del Regno Unito dei Paesi Bassi dopo la sconfitta di Napoleone nel 1814. Il territorio dell'ex dipartimento corrisponde approssimativamente alla province dell'Olanda settentrionale e di Utrecht.